# Équipe d'Inde féminine de rink hockey
L'équipe d'Inde féminine de rink hockey est la sélection nationale qui représente l'Inde en rink hockey. Elle a remporté à 5 reprises le Championnat d'Asie de rink hockey, ce qui en fait la sélection féminine la plus titrée dans cette compétition continentale. Au 14 juillet 2019, la sélection indienne est classée au 14e mondial.

## Sélection actuelle
Sélection ayant participé aux championnats du monde intercontinental féminin 2019
| # | Joueur             | Poste |
|   | Sharda Runjhun     |       |
|   | Kamlikar Mounica   |       |
|   | Kshirsagar Rhia    |       |
|   | Sharma Yashika     |       |
|   | Balwinderjit Singh |       |
|   | Shazia Shazia      |       |
|   | Kshirsagar Shweta  |       |
|   | Asmi Asmi          |       |
|   | Goel Ankita        |       |
|   | Simran Simran      |       |
|   | Hukkeri Keerti     |       |
|   | Kaur Amandeep Kaur |       |